# Grădiștea (gmina w okręgu Vâlcea)
Grădiștea – gmina w Rumunii, w okręgu Vâlcea. Obejmuje miejscowości Diaconești, Dobricea, Grădiștea, Linia, Obislavu, Străchinești, Turburea, Țuțuru i Valea Grădiștei. W 2011 roku liczyła 2622 mieszkańców.